# Maxim Bugzester
Maxim Bugzester (31 tháng 8 năm 1909 – 1978)  là một họa sĩ người Ba Lan sinh ra ở Stanislaviv, nay là Ivano-Frankivsk, Ukraine sau đó ở Ba Lan, cha mẹ ông là người Do Thái gốc Ruthenian.
Bugzester lớn lên ở Vienna, học tại Học viện ở Vienna, và sau đó ở tuổi mười bốn theo học với Nhà biểu hiện người Đức Karl Schmidt-Rutloff (1884–1976). Ông chuyển đến Pháp và làm việc với Pierre Bonnard (1867–1947) và sau đó, trong hơn hai năm, với Georges Braque (1882–1963). Năm 1935, ông chuyển đến Hoa Kỳ, và phục vụ trong Quân đội Hoa Kỳ trong Chiến tranh Thế giới thứ hai. Tác phẩm của ông thường được biết đến với những nét vẽ sáng tạo, màu sắc rực rỡ và đôi khi là cách thể hiện rõ ràng; nghệ thuật của ông bao gồm các chủ đề hiện sinh (nhiều nhân vật không có khuôn mặt với mục đích không chắc chắn) và phong cảnh táo bạo đến cổ điển hơn (người tắm khỏa thân) và chủ đề hàng ngày (bối cảnh công viên, tĩnh vật). Tác phẩm của ông thường bị bỏ qua vì liên quan đến nguồn gốc châu Âu giữa và đầu thế kỷ XX; Mối quan hệ của ông với Braque (cả ở khía cạnh cá nhân và nghệ thuật) là nhàn nhạt mặc dù thể hiện rõ ràng trong một số tác phẩm của ông (bộc lộ một số khoảnh khắc ảnh hưởng của Chủ nghĩa lập thể), nhưng di sản trong phần lớn các tác phẩm nghệ thuật của ông bộc lộ mạnh mẽ nhất cội nguồn từ Chủ nghĩa Fauvism và trong một bối cảnh lớn hơn, Chủ nghĩa biểu hiện.
Ông đã vẽ và triển lãm (thường là tại Phòng tranh Panoras), triển lãm ở Gallery d'Hautbar, Thành phố New York vào năm 1969, và dạy mỹ thuật ở New York cho đến khi qua đời vào ngày 21 tháng 10 năm 1978.